# Raymond Suvigny

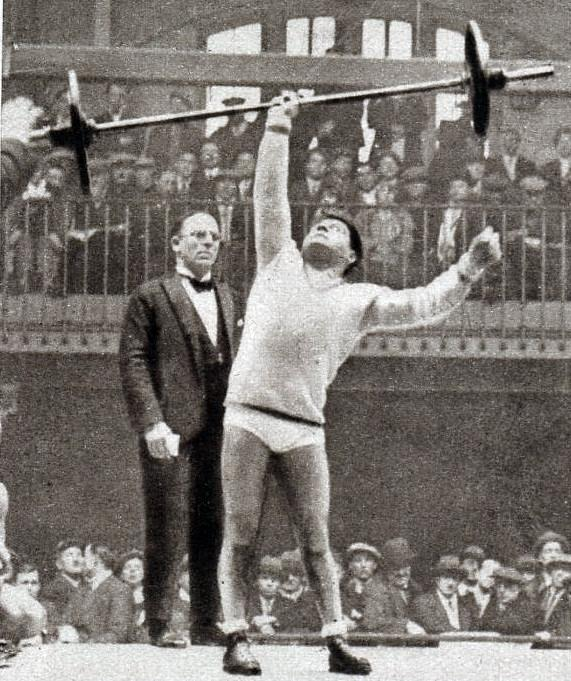
Le poids plume Raymond Suvigny, champion olympique à Los Angeles en 1932.

Raymond Suvigny, né le 21 janvier 1903 à Paris et mort le 26 octobre 1945 dans la même ville, est un haltérophile français.

## Biographie
Raymond Suvigny commence l'haltérophilie en 1919 à Paris, alors qu'il est employé au Métropolitain et affilié à l'US Métro.
En 1923, il termine 5e aux championnats de Paris. Il remporte le 26 février 1923 son premier record de France.
Il participe aux Jeux olympiques d'été de 1924, à Paris, et termina 9e.
La même année, aux championnats de Paris, il termine 3e.
En 1925, à l’épaulé-jeté, il améliore le record de France en l'amenant à 107,5 kg puis 109 kg.
Il est champion de France 1926 aux côtés de Fernand Arnout, Vibert, Rolet et Dannoux.
En 1928, il totalise 280 kg dans le triathlon olympique, arrachant par cette occasion le record français. Il n'est cependant pas sélectionné, sa forme physique ayant été jugée insuffisante, pour les Jeux olympiques d'été de 1928 se tenant à Amsterdam.
En 1930, il obtient la 3e place aux championnats d’Europe à Munich, avec 270 kg, derrière les Allemands Eugen Mühlberger et Hans Wölpert qui soulèvent chacun 280 kg.
En 1931, il conserva son titre national.
Il participe de nouveau aux Jeux olympiques, en 1932 à Los Angeles, où il décroche le titre olympique en poids plume (moins de 60 kg) emportant aussi le record du monde, avec 287,5 kg (soit: développé : 82,5 kg, arraché : 87,5 kg, épaulé-jeté:117,5 kg).
Avec Louis Hostin et René Duverger, ils ont remporté trois des cinq titres olympiques d'haltérophilie.
Après son titre olympique, Raymond Suvigny met fin à sa carrière.
Il meurt d'une rupture d'anévrisme le 26 octobre 1945 à Paris après une longue captivité pendant la Seconde Guerre mondiale.

## Palmarès

### Records du monde
- 113 kg, en 1926 à Paris dans l'épaulé jeté en barre olympique, poids plume

- 287,5 kg, en 1932 à Los Angeles, poids plume

### Jeux olympiques
- 1924, 9e Place, à Paris, avec 365 kg

- 1932,  médaille d'or, à Los Angeles, avec 287,5 kg

### Championnats de France
- En 1923 et 1924, il a été champion de France.

### Records de France
- 1928, il a atteint 280 kg avec un record français dans le triathlon olympique

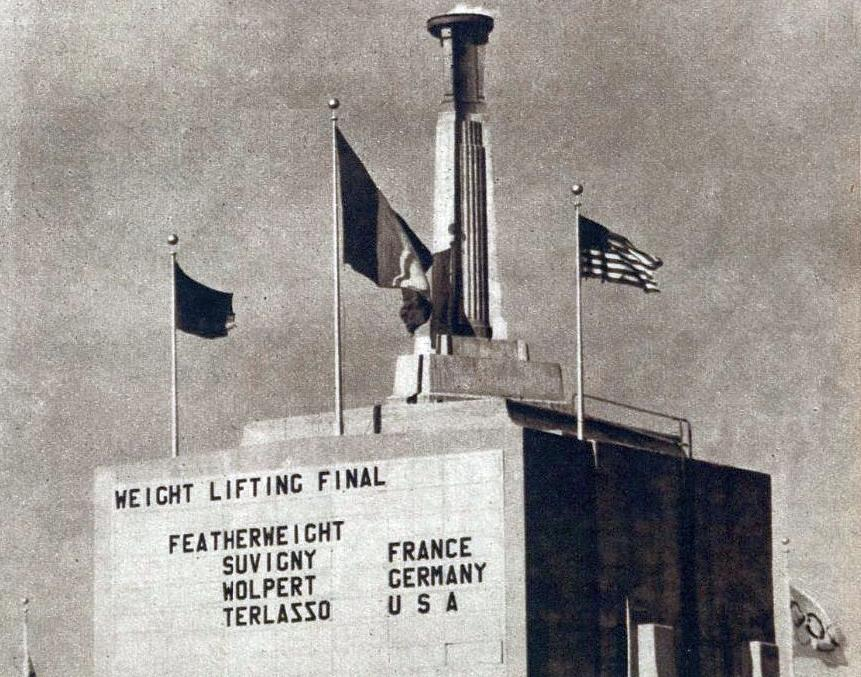
Le mat olympique, après la victoire de Raymond Suvigny en haltérophilie (JO 1932).